# Voleibol de praia nos Jogos Sul-Americanos de Praia
O voleibol de praia faz parte do programa esportivo dos Jogos Sul-Americanos de Praia desde a primeira edição do evento, realizada em 2009, no Uruguai. Inicialmente disputado a cada dois anos, posteriormente passou a acontecer a cada três anos.

## Eventos
| Eventos   | 09 | 11 | 14 | 19 |
| --------- | -- | -- | -- | -- |
| Masculino | •  | •  | •  | •  |
| Feminino  | •  | •  | •  | •  |